# فرديناند أوقست فون شبيغل
فرديناند أوقست فون شبيغل (بالألمانية: Ferdinand August von Spiegel)‏ هو كاهن كاثوليكي ألماني، ولد في 25 ديسمبر 1764 في وستفاليا في ألمانيا، وتوفي في 2 أغسطس 1835 في كولونيا في ألمانيا.